# Self Entitled
Albums de NOFX
Coaster
(2009) First Ditch Effort
(2016)
Singles
1. Ronnie & Mags
Sortie : 14 août 2012

Self Entitled est le douzième album studio du groupe de punk rock américain NOFX. Il est sorti le 11 septembre 2012 sur le label Fat Wreck Chords.

## Liste des chansons
Toutes les chansons sont écrites et composées par Fat Mike.
| 1.    | 72 Hookers                        | 3:36 |
| 2.    | I Believe in Goddess              | 1:34 |
| 3.    | Ronnie & Mags                     | 2:09 |
| 4.    | She Didn't Lose Her Baby          | 2:56 |
| 5.    | Secret Society                    | 2:53 |
| 6.    | I, Fatty                          | 1:36 |
| 7.    | Cell Out                          | 2:02 |
| 8.    | Down with the Ship                | 2:23 |
| 9.    | My Sycophant Others               | 2:46 |
| 10.   | This Machine Is 4                 | 2:07 |
| 11.   | I've Got One Jealous Again, Again | 3:02 |
| 12.   | Xmas Has Been X'ed                | 2:43 |
| 29:47 |                                   |      |